# روبن رييس
روبن رييس هو قاضي فلبيني، ولد في 3 يناير 1939 في هاغونوي ‏ في الفلبين.